# メードレ
メードレ（イタリア語: Medole）は、イタリア共和国ロンバルディア州マントヴァ県にある、人口約4,100人の基礎自治体（コムーネ）。

## 地理

### 位置・広がり
マントヴァ県北西部に位置するコムーネ。ガルダ湖南西端のデゼンツァーノ・デル・ガルダから南へ16km、県都マントヴァから北西へ29km、ブレシアから南東へ34km、ヴェローナから西南西へ40km、州都ミラノから東へ105kmの距離にある。

#### 隣接コムーネ
隣接するコムーネは以下の通り。
- ソルフェリーノ - 北東
- カヴリアーナ - 北東
- グイディッツォーロ - 東
- チェレザーラ - 南東
- カステル・ゴッフレード - 南西
- カスティリオーネ・デッレ・スティヴィエーレ - 北西

### 気候分類・地震分類
気候分類では、zona E, 2428 GGに分類される。
また、イタリアの地震リスク階級 (it) では、zona 3 (sismicità bassa) に分類される。